# TgS-1 Dudek

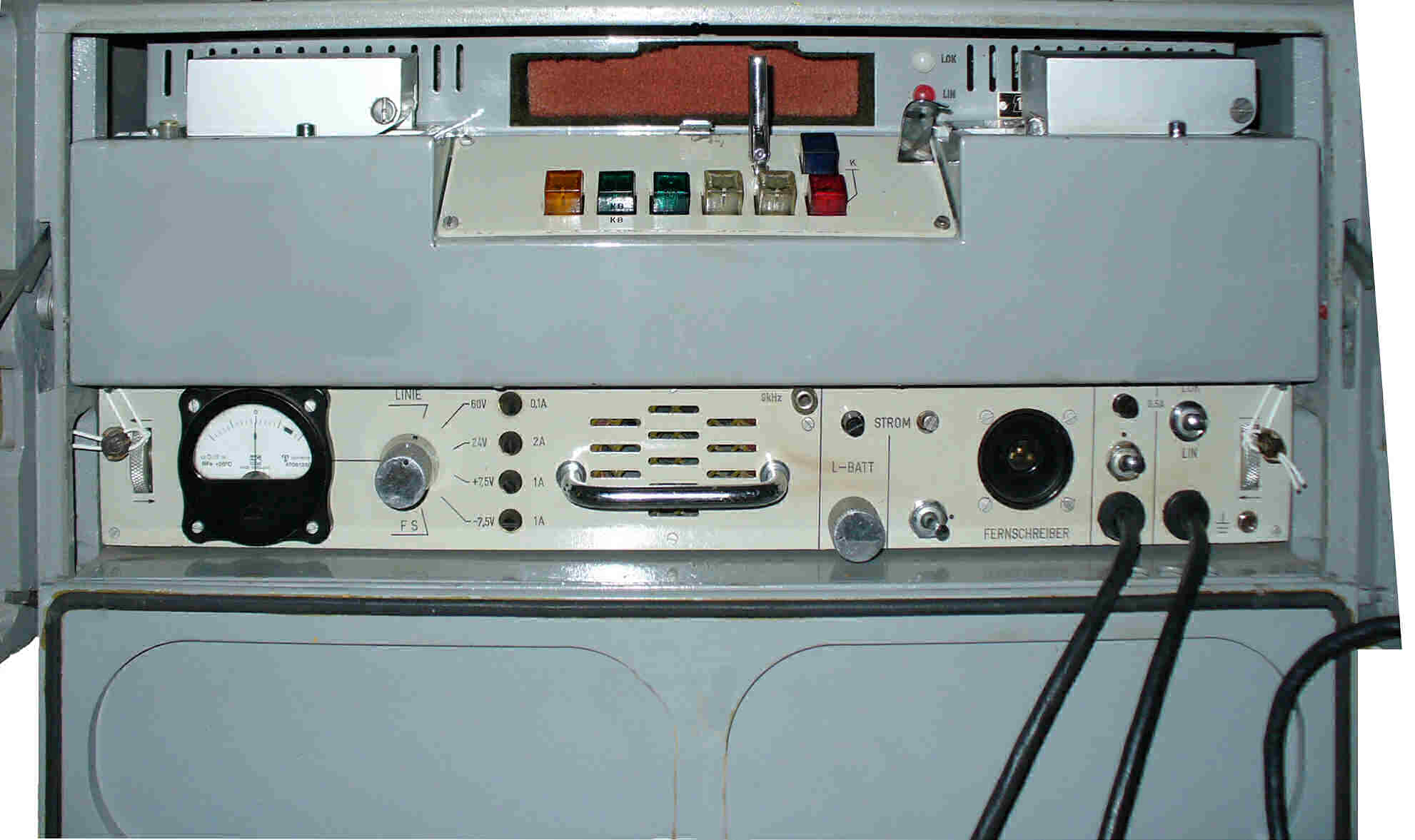
TgS-1 DUDEK

TgS-1 Dudek (Dalekopisowe Urządzenie do Elektronicznego Kodowania) – polskie urządzenie szyfrujące zaprojektowane w Wielkopolskich Zakładach Teletechnicznych T-7 (Teletra) w Poznaniu oraz w Biurze A MSW w latach 60. XX wieku.
Wykorzystywało funkcję różnicy symetrycznej (XOR) do tworzenia tekstu zaszyfrowanego tożsamego z szyfrem Vernama. Znaki klucza były podawane za pośrednictwem czytników taśm perforowanych. Używane w MSW PRL, w tym w MO i SB, MON, NBP, MSZ, a także w służbach szyfrowych Układu Warszawskiego, w tym w Ministerstwie Bezpieczeństwa Państwowego NRD jako T-352 i T-353. 
Urządzenie wykorzystywano wraz z dalekopisem. Prędkość transmisji danych to około 50-75 bodów.
Nowsza wersja o zwiększonej prędkości transmisji danych, wykorzystująca technikę TTL, nosiła oznaczenie TgS-3 Dudek.